# Резен
Резен (нем. Reesen) — деревня в Германии, в земле Саксония-Анхальт, входит в район Йерихов в составе городского округа Бург.
Население составляет 536 человек (на 31 декабря 2007 года). Занимает площадь 13,30 км².

## История
Первое упоминание о Резене относится к 1289 году.
1 июля 2009 года, после проведённых реформ, Резен был включён в городской округ Бург, а управление Мёккерн-Флеминг, куда он входил ранее, было упразднено.

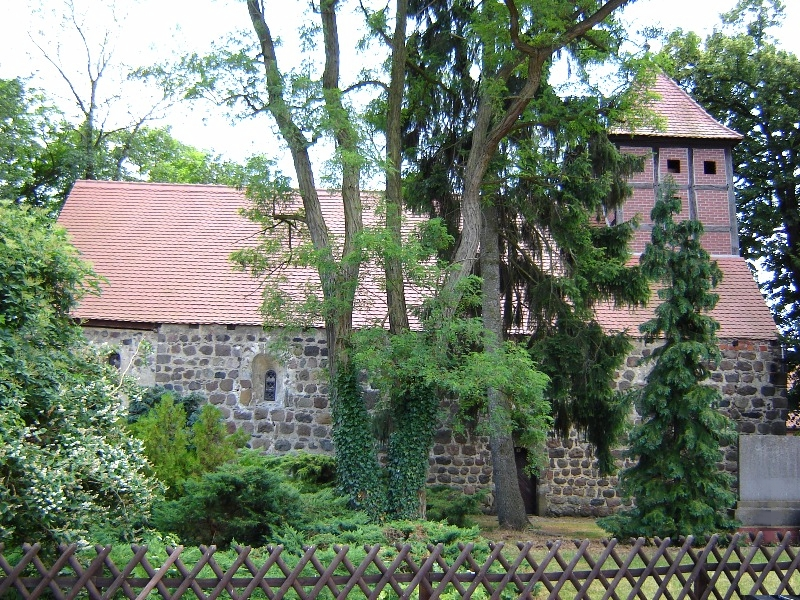
Церковь в Резене